# Otto Hartwich
Gustav David Otto Hartwich (* 22. August 1861 in Swinemünde; † 23. November 1948 in Drevenack/Wesel) war ein evangelischer Theologe und Domprediger in Bremen.

## Biografie
Hartwich war der Sohn des Schiffbaumeisters Otto Hartwich und dessen Ehefrau Auguste geb. Klawitter. Sein Abitur absolvierte er in Anklam. Er studierte Evangelische Theologie an den Universitäten von Tübingen, Halle, Leipzig und Greifswald und wurde am 24. Juni 1887 ordiniert. Von 1887 war er Pfarrer in Lebehnke/Westpreußen und ab 1894 Pastor in Bremen-Walle. 1909 erfolgte seine Berufung zum Domprediger am Bremer Dom.
Nach dem Ersten Weltkrieg war er Schriftführer (von 1927 bis 1932) der Bremischen Evangelischen Kirche. Er war Mitglied in der Loge Zum Ölzweig.
Der nationalkonservative Hartwich sprach sich gegen den Friedensvertrag von Versailles und die Alliierten Rheinlandbesetzungen von 1919 und 1923 aus und begründete 1919 den Volksbund Rettet die Ehre. Hartwich wurde im Volksmund deshalb spaßeshalber „Ehrenretterich“ genannt. Der Volksbund sollte die „Soldatenehre“ verteidigen. „Denn das deutsche Militär sei in Wirklichkeit "im Felde unbesiegt geblieben", es sei lediglich durch einen "Dolchstoß von hinten" niedergestreckt worden. Schuld an der Niederlage hätten allein die Pazifisten und Demokraten, Sozialisten und Juden – sie wären den treuen Soldaten in den Rücken gefallen.“ Auch führte Hartwich eine mit rassistischem Vokabular geführte Hetzkampagne gegen die Anwesenheit farbiger Truppen im von Frankreich besetzten Rheinland an. Nach eigenen Angaben geht auf ihn das Schlagwort von der „Schwarzen Schmach“ zurück.
Aber Hartwich war auch gegen den Nationalsozialismus.
Im Jahre 1925 promovierte er an der Friedrich-Schiller-Universität Jena zum Doktor der Theologie. Er verfasste diverse Bücher, u. a. zum Christentum der modernen Zeit sowie viele Schriften im Zusammenhang mit dem Volksbund „Rettet die Ehre“. Am 30. September 1934 wurde er emeritiert und trat in den Ruhestand.
Otto Hartwich war verheiratet und hatte fünf Söhne.

## Werke (Auswahl)
- Richard Wagner und das Christentum; Georg Wigand, Leipzig 1903.
- Kulturwerte aus der modernen Literatur, Bd. 1–3, Verlag Franz Leuwer, Bremen 1911–1912.
- Rhythmische Gedanken, Verlag Franz Leuwer, Bremen 1913.
- Vom vorstellbaren Sinn der Welt, Verlag Franz Leuwer, Bremen 1920.
- Die große Lüge : Beitrag zur Kriegsschuld-Frage, Volksbund 'Rettet die Ehre', Bremen 1921.
- Das Buch meiner Frau. Psychologische Plaudereien; Verlag Franz Leuwer, Bremen 1922.
- Aus der Schmiede des Glücks – Selbstbiographie; Verlag Franz Leuwer, Bremen 1924.
- Vom Amboss des Lebens; Verlag Franz Leuwer, Bremen 1924.
- Im Rosengarten; Verlag Franz Leuwer, Bremen 1925.
- Ein Geheimnis geht um! : „4 zu 27“, Verlag Franz Leuwer, Bremen 1927.
- Ludendorff und die Freimaurerei, 2. Aufl., Verlag Franz Leuwer, Bremen 1928.
- We claim our right! : An open appeal to the members of the League of Nations, Verlag Franz Leuwer, Bremen [1930].
- Wir fordern unser Recht! : Ein öffentlicher Ruf an die Nationen des Völkerbundes, Hauschild, Bremen [1930].
- Der dreizehnte Apostel : historisches Schauspiel in drei Akten, Verlag Franz Leuwer, Bremen 1930.

## Publizierte Predigten und Vorträge sowie Varia
- Gastpredigt über 1. Mose 32,26 gehalten in der St. Petri Domkirche zu Bremen am Sonntag, den 11. Oktober 1896, In: Positiv – liberal – radikal (1989), S. 65–73.
- Die mystische Seite des religiösen Lebens, Vortr. aus d. Protestantenverein in Bremen, Schünemann, Bremen 1898.
- Zur Lehrfreiheit auf protestantischen Kanzeln, Schünemann, Bremen [1906].
- Leitfaden für den Konfirmanden-Unterricht, als Ms. gedr., Schünemann, Bremen 1908.
- Einführungsrede des Pastor prim. Schluttig und Antrittspredigt des Pastor O. wich. : geh. im St. Petri Dom zu Bremen Palm-Sonntag, d. 4. April 1909, Schünemann, Bremen 1909.
- Religion und Feuerbestattung, hrsg. vom Vorstand des Bremer Vereins für Feuerbestattung, Bremen [1913].
- Aus großer Zeit ; Kanzelreden im Kriege 1914/15, Verlag Franz Leuwer, Bremen 1915.
- Dem Andenken von Frau Bernhardine Schulze-Smidt anläßlich ihrer Bestattung am Freitag, den 20. Februar 1920, Bremen 1920.
- Die Kriegsschuld Englands, Vortrag, Volksbund 'Rettet die Ehre', Bremen 1921.
- Abschiedspredigt von Domprediger D. Theol. Otto Hartwich am 16. September 1934 im Dom zu Bremen, Bremen 1934.
- Wir und die katholische Aktion, Vortrag, Verlag Franz Leuwer, Bremen [1929].